# Rally Costa de Almería de 2013
El Rally Costa de Almería de 2013 fue la 39.ª edición del citado rally, celebrado entre el 15 y el 16 de junio de 2013 y contó con un itinerario de seis tramos cronometrados sobre asfalto. Contó con un coeficiente 5, y fue puntuable para el Campeonato de Andalucía de Rallyes de Asfalto.

## Itinerario
| Día   | Tramo | Nombre                  | Distancia | Hora  | Ganador           | Tiempo       | Vel. media   | Líder rally       |
| ----- | ----- | ----------------------- | --------- | ----- | ----------------- | ------------ | ------------ | ----------------- |
| Día 1 | SS1   | Turrillas               | 7 km      | 17:53 | Neutralizado      | Neutralizado | Neutralizado | Neutralizado      |
| Día 1 | SS2   | Uleila del Campo-Cóbdar | 21 km     | 18:36 | Bandera de España |              |              | Bandera de España |
| Día 1 | SS3   | Turrillas               | 7 km      | 21:03 | Bandera de España |              |              | Bandera de España |
| Día 1 | SS4   | Uleila del Campo-Cóbdar | 21 km     | 21:46 | Bandera de España |              |              | Bandera de España |
| Día 2 | SS5   | Ricaveral               | 12 km     | 10:23 | Bandera de España |              |              | Bandera de España |
| Día 2 | SS6   | Ricaveral               | 12 km     | 12:11 | Bandera de España |              |              | Juan Ángel Ruiz   |

## Clasificación final
| Pos. | Piloto                   | Copiloto                 | Automóvil              | Tiempo  | Diferencia |
| ---- | ------------------------ | ------------------------ | ---------------------- | ------- | ---------- |
| 1.   | Juan Ángel Ruiz          | José A. González Márquez | Subaru Impreza STi N10 | 54:29.2 | 0,0        |
| 2.   | Pedro Cordero            | Antonio Pérez Orellana   | Peugeot 206            | 56:01.3 | +1:32.1    |
| 3.   | Fernando Fernández Marín | Williams Rossini         | Subaru Impreza STi     | 56:14.1 | +1:44.9    |